# Diocèse de Quiché
Le diocèse de Quiché (en latin : Dioecesis Quicensis ; en espagnol : Diócesis de Quiché) est un diocèse de l'Église catholique du Guatemala, suffragant de l'archidiocèse de Los Altos, Quetzaltenango-Totonicapán.

## Territoire
Son territoire correspond au département de Quiché avec une superficie de 8 378 km2 divisé en 29 paroisses. Le siège épiscopal est dans la ville de Santa Cruz del Quiché où se trouve la cathédrale de la Sainte-Croix.

## Histoire
Le diocèse de Santa Cruz del Quiché est érigé le 27 avril 1967 par la constitution apostolique Qui Christi du pape Paul VI en prenant une partie du territoire du diocèse de Sololá (aujourd'hui diocèse de Sololá-Chimaltenango).
Nommé suffragant de l'archidiocèse de Santiago de Guatemala lors de sa création, il intègre la province ecclésiastique de Los Altos, Quetzaltenango-Totonicapán le 13 février 1996.
Il prend son nom actuel le 11 juillet 2000 en vertu du décret Cum Quicensis de la congrégation pour les évêques.

## Évêques
- Humberto Lara Mejía, C.M (5 mai 1967 - 9 juin 1972)
- José Julio Aguilar García (2 novembre 1972 - 22 août 1974)
- Juan José Gerardi Conedera (22 août 1974 - 14 août 1984), nommé évêque auxiliaire de Guatemala
- Julio Edgar Cabrera Ovalle (31 octobre 1986 - 5 décembre 2001), nommé évêque de Jalapa
  - Sede vacante (2001-2004)
- Mario Alberto Molina Palma, O.A.R (29 octobre 2004 - 14 juillet 2011), nommé archevêque de Los Altos
- Rosolino Bianchetti Boffelli (14 septembre 2012 - )[6].